# 食品衛生管理者
食品衛生管理者（しょくひんえいせいかんりしゃ）は、食品衛生法第48条の規定により、食品衛生法施行令第13条の食品又は添加物を製造・加工する施設に配置することを義務づけられた、国家資格である。

## 概要
- 施設における製造もしくは加工の段階で衛生上の考慮を必要とする食品や添加物などにおいて衛生管理を行う。

## 規制対象食品等
食品衛生法第48条の規定により、食品衛生法施行令第13条の食品、添加物を製造又は加工する工場などに、食品衛生管理者を置かなくてはならない。
- 全粉乳（その容量が1,400グラム以下である缶に収められるものに限る）、加糖粉乳、調整粉乳、食肉製品、魚肉ハム、魚肉ソーセージ、放射線照射食品、食用油脂（脱色又は脱臭の過程を経て製造されるものに限る）、マーガリン、ショートニング、添加物（食品衛生法第11条第1項の規定により規格が定められたものに限る）

## 資格
次のいずれかの要件を満たす者は、食品衛生管理者となることができる。
1. 医師、歯科医師、薬剤師又は獣医師である者
2. 学校教育法（昭和二十二年法律第二十六号）に基づく大学、旧大学令（大正七年勅令第三百八十八号）に基づく大学又は旧専門学校令（明治三十六年勅令第六十一号）に基づく専門学校において医学、歯学、薬学、獣医学、畜産学、水産学又は農芸化学の課程を修めて卒業した者（当該課程を修めて同法に基づく専門職大学の前期課程を修了した者を含む。）
3. 都道府県知事の登録を受けた食品衛生管理者の養成施設において所定の課程を修了した者（栄養士・管理栄養士養成校などに併設されていることが多い）
4. 新制高等学校若しくは中等教育学校若しくは旧制中等学校を卒業した者又は厚生労働省令の定めるところによりこれらの者と同等以上の学力があると認められる者で、食品衛生管理者を置かなければならない製造業又は加工業において食品又は添加物の製造又は加工の衛生管理の業務に3年以上従事し、かつ、都道府県知事の登録を受けた講習会（後述）の課程を修了した者。ただし、この4.の方法により有資格者となった場合は食品衛生管理者となることができる施設が、当該3年以上従事した製造業又は加工業と同種の業種の施設に限られる。 
かつては3, 4 は厚生労働大臣の登録だったが平成27年に都道府県知事に移譲された[1]。

### 講習会

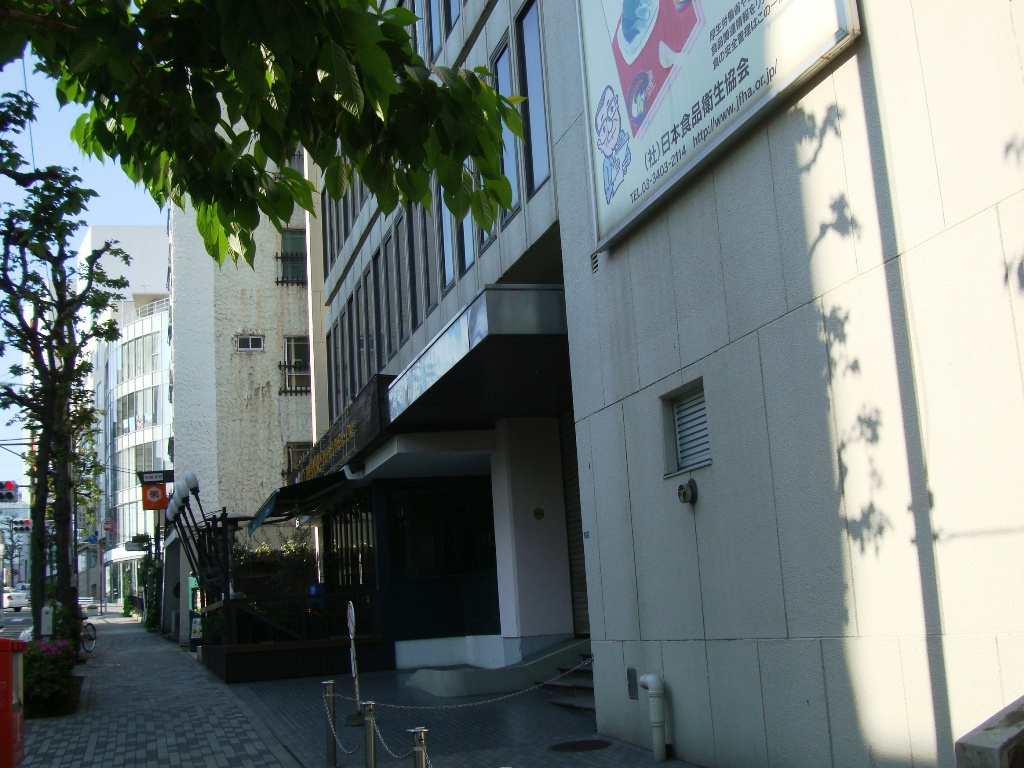
食品衛生協会（東京・神宮前）

厚生労働大臣の登録を受けた講習会は、有料で、不定期（数年毎）に業種指定で実施される。開催期間はおよそ30日間。社団法人日本食品衛生協会、日本食品添加物協会、一般社団法人食肉科学技術研究所が共催する。

#### 講習科目
- 一般共通科目

1. 公衆衛生概論
2. 食品衛生法及び関係法令日
3. 食品、添加物等の基準規格
4. 化学概説
5. 細菌学序論
6. 毒物学
7. 食中毒学
8. 食品学（栄養学を含む。）
9. 施設における衛生管理

- 乳製品関係科目

1. 細菌学実習
2. 乳製品検査法
3. 乳製品検査実習
4. 施設見学及び臨地訓練

- 食肉製品関係科目

1. 細菌学実習
2. 食肉製品検査法
3. 食肉製品検査実習
4. 施設見学及び臨地訓練

- 添加物関係科目

1. 分析法概論
2. 添加物鑑定法
3. 添加物鑑定実習
4. 施設見学及び臨地訓練